# گئورگ فریدریش (هنرپیشه)
گئورگ فریدریش (آلمانی: Georg Friedrich؛ زادهٔ ۳۱ اکتبر ۱۹۶۶) هنرپیشه اهل اتریش است. وی برندهٔ جایزه خرس نقره‌ای برای بهترین بازیگر مرد شده‌است.

## فیلمشناسی

### بازیگر
- معلم پیانو
- ۷۱ جزء از روزشمار یک شانس
- فاوست، قاره هفتم
- زمانه گرگ
- استریو
- الویس
- روزهای سگی